# Кодреанува псеудамникола
Кодреанува псеудамникола (Pseudamnicola codreanui) е вид сладководно коремоного мекотело от семейство Хидробииди. Видът е кренобионт, добруджански локален ендемит обитаващ сладководни извори в близост до крайбрежието.

## Разпространение
Видът е разпространен в района на карстовия извор „Акбунар“ при Балчик и района на езерото Текирдаг в Окръг Кюстенджа, Румъния.